# كريستيان غارسيا (لاعب كرة قدم أندوري)
كريستيان غارسيا هو لاعب كرة قدم أندوري، ولد في 4 فبراير 1999 في أندورا لا فيلا في أندورا.

## وصلات خارجية
- كريستيان غارسيا على موقع الاتحاد الدولي (مؤرشف)  (الإنجليزية)
- كريستيان غارسيا على موقع الاتحاد الأوربي (الإنجليزية)
- كريستيان غارسيا على موقع قاعدة بيانات كرة القدم.إي يو (الإنجليزية)
- كريستيان غارسيا على موقع ناشيونال فوتبول تيمز (الإنجليزية)
- كريستيان غارسيا على موقع Soccerway.com (الإنجليزية)
- كريستيان غارسيا على موقع عالم كرة القدم.نت (الإنجليزية)